# A Slave to Drink
A Slave to Drink er en amerikansk stumfilm fra 1909 af Sidney Olcott.